# Přepětí
Přepětí je napětí, které svojí velikostí převyšuje amplitudu jmenovitého napětí. Přepětí se liší svou velikostí, časovým průběhem, příčinou svého vzniku.

## Rozdělení

### Dle původu vzniku
- vnitřní (provozní) přepětí
- vnější (atmosférická) přepětí

### Dle časového průběhu
- trvalé přepětí - střídavé přepětí síťové frekvence a konstantní efektivní hodnoty
- dočasné přepětí - střídavé přepětí síťové frekvence a doby trvání od 0,03 do 3600 s
- přechodné přepětí - přepětí trvající několik milisekund nebo méně, které má tlumený oscilační neb impulzní průběh
- kombinované přepětí - přepětí vzniklé výskytem dvou a více druhů přepětí

## Provozní přepětí
Jednou z příčin vzniku provozních přepětí jsou přechodné děje. Mezi ně patří:
- přechodné děje při poruchových stavech, zejména při zkratech a zemních spojení
- přechodné děje vzniklé při spínání a vypínání
- přechodné děje při náhlé ztrátě zatížení (tzv. dynamické přepětí)